# Зисис Сотириу
Зисис Сотириу (на гръцки: Ζήσης Σωτηρίου) е гръцки революционер, участник в Гръцката война за независимост (1821 – 1829), въстанията от 1853 – 1854 г. и доброволец в походите на Джузепе Гарибалди в Италия в 1859, 1860, 1862 година.

## Биография
Зисис Сотириу е роден в македонската паланка Сервия. При избухването на Гръцкото въстание Соириу е в Пеща, Унгария. Сотириу прави манифестация в града, като облечен във фустанела на кон изгаря на главния площад на града чучело на султана. След това заминава за Гърция, за да вземе участие във въстанието.
Участва в Халкидическото въстание под командването на Емануил Папас в 1821 година, след което заминава на юг и се сражава на полуостров Пелопонес и в Средна Гърция.
След създаването на гръцката държава, Сотириу става пазач на музея на Акропол, като дава част от заплатата си в армейски фонд. Всяка година на 25 март, деня на началото на революцията, печата със свои пари и раздава брошури.
По време на Кримската война в 1853—1854 година, Сотириу взима участие във въстанието в района на Олимп.
При създаването в 1859 година на Гръцкия легион, който се готви да тръгне за Италия, Сотириу става негов касиер. На 8 юня 1859 година пише обращение към нацията, което подписва като „грък от Олимп, Зисис Сотириу“. С легиона, в койно влизат Анастасиос Вафиадис, Николаос Смоленскис, Александрос Праидис и други видни революционери, Сотириу участва във войната с австрийците, а по-късно в Сицилианския поход и в сражението при Калатафими.
Гарибалди, който поддържа преписка с крал Отон I, с подкрепата на гръцките доброволци, разработва план за десант на Блканите и със съвместни действия с Гърция за овладяване на Цариград.
След години, след провала на тези планове, Сотириу пише писмо на Гарибалди:
| „ | До генерал Гарибалди в Капрера Генерале, Вие навярно помните 15 август 1862 година в Аспромонте, когато вашият лозунг беше „Рим свободен, столица на цяла Италия или смърт“, и когато моят лозунг беше „Цяла Гърция свободна, Константинопол столица на гърците или смерт“. Генерале, така както доброволецът Сотириу се сражава в 1859—1860 за независимостта и обединението на братска Италия, и в 1862 година се сражава в Аспромонте за столица Рим и лежа затворен в крепостта Мард в Алпите, така и гарибалдийците, генерале, ще помогнат на Зисис Сотириу за освобождението на неговата родина и обединението с майка Гърция, със столица в Константинопол. Атина, 20 марта 1878 година. Доброволец от 1859, 1860 и 1862 година, Зисис Сотириу, грък от Олимп. | “ |

На 25 март 1861 година, по повод 40-годишнината на Гръцката революция, в Атина се провежда антимонархически студентски митинг, участниците на който канят Сотириу, току-що завърнал се от Италия.
- Сотириу
- Сотириу